# Holochilus
Genre
Holochilus est un genre de rongeurs de la famille des Cricétidés.

## Liste des espèces
Selon ITIS (20 décembre 2016) :
- Holochilus brasiliensis (Desmarest, 1819)
- Holochilus chacarius Thomas, 1906
- Holochilus lagigliai Pardiñas, Teta, Voglino and Fernández, 2013
- Holochilus sciureus Wagner, 1842